# Культура Криму
У Криму зазвичай виділяють давньогрецькі, італійські, татарські, вірменські архітектурні споруди як якісь замкнуті спільності, національні стилі. Такий підхід оскаржується як мінімум для періоду XV—XVIII століть, і пов'язано це з взаємопереплетінням турецьких, вірменських та кримськотатарських архітектурних традицій.

## Архітектура в Таврійській губернії
Після приєднання Криму до Російської імперії, архітектура півострова розвивалася в загальному руслі російської архітектури.
Багато відомих архітектори доклали руку до прикраси Криму, але найбільш системно Кримом займався Микола Краснов, який з 1887 по 1899 рік був головним архітектором Ялти. За його проектом у Криму було збудовано 61 будинок: палаци великосвітської знаті, вілли, особняки, дохідні будинки, культові, громадські установи.
Ось деякі з них:
- Лівадійський палац (1911 рік)
- Палац «Дюльбер» (1895—1897 роки)
- Палац «Харакс» (1908—1912 роки) — зараз санаторій Дніпро
- Мисливський будинок князя Ф. Ф. Юсупова
- Ялтинська Александровська чоловіча гімназія
- Жіноча гімназія в Ялті
- Ялтинський костьол

## Живопис
Звернення до теми кримської природи зустрічається у безлічі художників, а також людей мистецтва відомих більше по іншому таланту (наприклад, канонічний нарис силуету Золотих воріт, виконаний Олександром Пушкіним).
У Південно-Східному Криму створився особливий художній напрямок — кімерійська школа живопису.

## Фотографія
Один з найвідоміших фотографів Криму — Василь Сокорнов.
Більшість робіт Сокорнова присвячено природі Криму — він сам вважав своїм покликанням фотопейзаж. Для фотохудожника був характерний високий рівень технічного виконання, сміливе новаторство, наприклад, його «Місячна ніч у Сімеїзі» та інші нічні пейзажі виконувалися днем проти сонця. Унікальність «Місячної ночі» полягає в тому, що вона є останнім відомим зображенням скелі Чернець, зруйнованої одним із зимових штормів 1931.